# Anna Maria von Oer
Anna Maria Freiin von Oer (* 9. Dezember 1846 in Dresden; † 22. November 1929 in Gößweinstein, Oberfranken) war eine deutsche Malerin der Düsseldorfer Schule.

## Leben

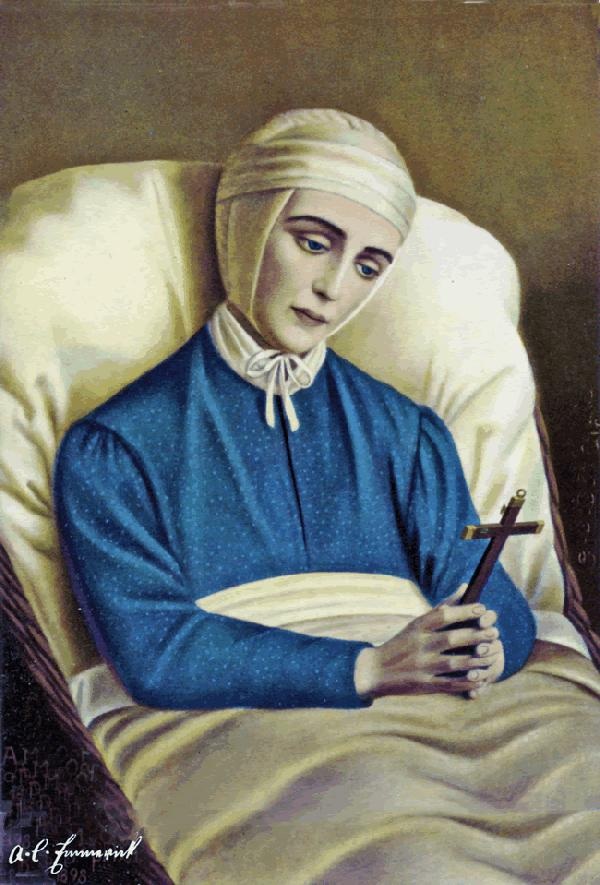
Bildnis der Anna Katharina Emmerick, 1895, Heilig-Kreuz-Kirche (Dülmen)

Anna Maria von Oer, Spross des reichsfreiherrlichen westfälischen Adelsgeschlechtes von Oer, eines von acht Kindern des Dresdner Historienmalers Theobald von Oer und dessen Ehefrau Marie Ernestine, geborene Schumann (1816–1878), wurde von ihrem Vater an die Malerei herangeführt. Später ließ sie sich in Düsseldorf von Ernst Deger und Franz Ittenbach in der spätnazarenischen Richtung der Düsseldorfer Malerschule unterrichten. Religiöse Kunst war es, die ihr Schaffen fortan prägte, so etwa Altar- und Andachtsbilder für die Marienkirche in Hannover, die Canisiuskirche in Wien, den Dom von Fulda und die Kirche der Grauen Schwestern in Dresden. Für Heiligenbildchen des Düsseldorfer Vereins zur Verbreitung religiöser Bilder sowie für die religiöse Druckgrafik anderer Herausgeber und Verlage lieferte sie Vorlagen. In den 1880er Jahren übersiedelte sie nach Bamberg, 1897 ließ sie sich endgültig in Gößweinstein nieder.